# 阿凡达-哈利路亚山

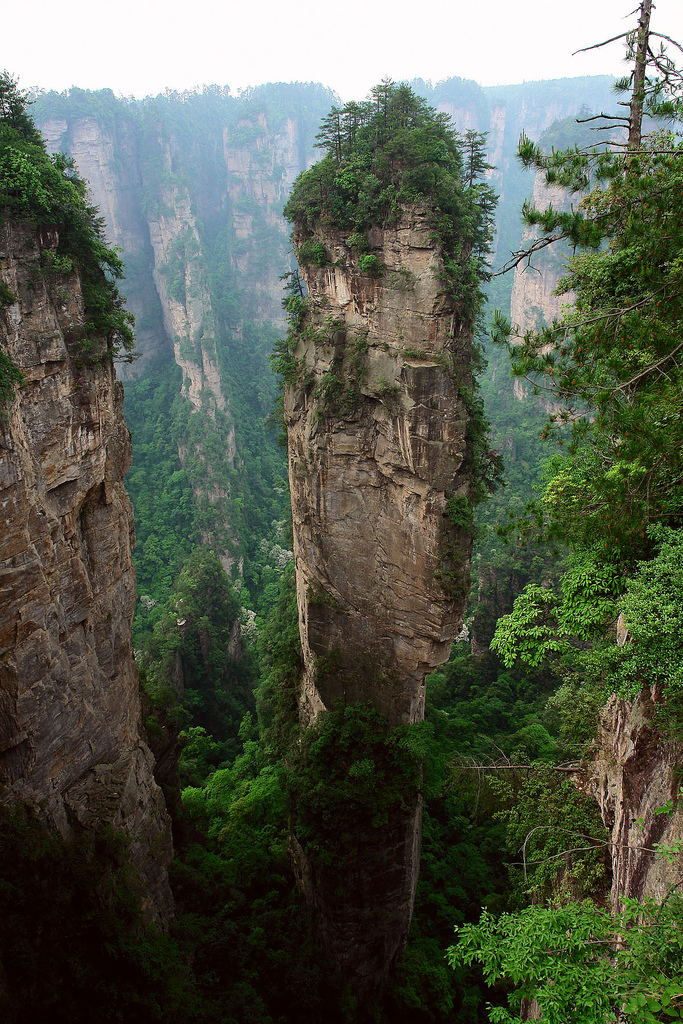
中國湖南省張家界市武陵源。右邊的樹是亨利松。

阿凡达-哈利路亚山，原名南天一柱或乾坤柱，位於湖南張家界，是袁家界景區中的景點
，海拔1074公尺，垂直高度約150公尺。2010年1月25日，张家界管委會改名哈利路亞山。

## 改名事件
哈利路亞山的名稱源自電影《阿凡達》（Avatar）中的哈里路亞山。
2008年12月中旬，好莱坞CG设计大师艾瑞克·汉森曾为《阿凡达》剧组深入张家界武陵源景区搜集了大量素材，其中“南天一柱”即是“哈利路亚山”（悬浮山）的原型。2009年12月23日，《阿凡達》導演詹姆斯·卡麥隆在《阿凡达》北京首映式上表示，哈里路亞山的靈感來自黃山。湖南网友对此提出质疑，并表示原型其实是在张家界。
2010年1月25日，袁家界管委會改名哈利路亞山。网民质疑改名行为“崇洋媚外”、“丢失民族尊严”，有的更是戏言“张家界市不如干脆改名为‘阿凡达市’”。但黄龙洞投资股份有限公司的鄧道理否認改名。袁家界管委会主任宋志光称改名“只是顺应了当地居民和游客的心声”，但“这次是更改景点名称‘《阿凡达》哈利路亚山’，不是更改地名。”

## 各界评论
- 湖南省人大代表、张家界市永定区杨湖坪屈家坊村主任张金凤：“18亿美元的票房，应该说是影响到了世界各地。不需要张家界花费一分钱，（改名）值得！”[3]
- 中广网认为改名行为是向外國文化拋媚眼，“文化被市場‘綁架’，註定將喪失個性，這條路走不通。”[5]